# هيو ديكسون
هيو ديكسون (بالإنجليزية: Hugh Dixson)‏ هو شخصية أعمال أسترالي، ولد في 29 يناير 1841، وتوفي في 1940.